# Liste der Kölner Domprediger

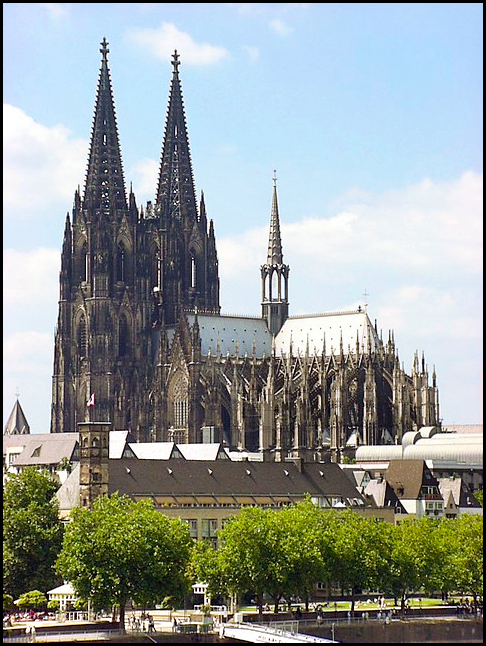
Der Kölner Dom von Südosten

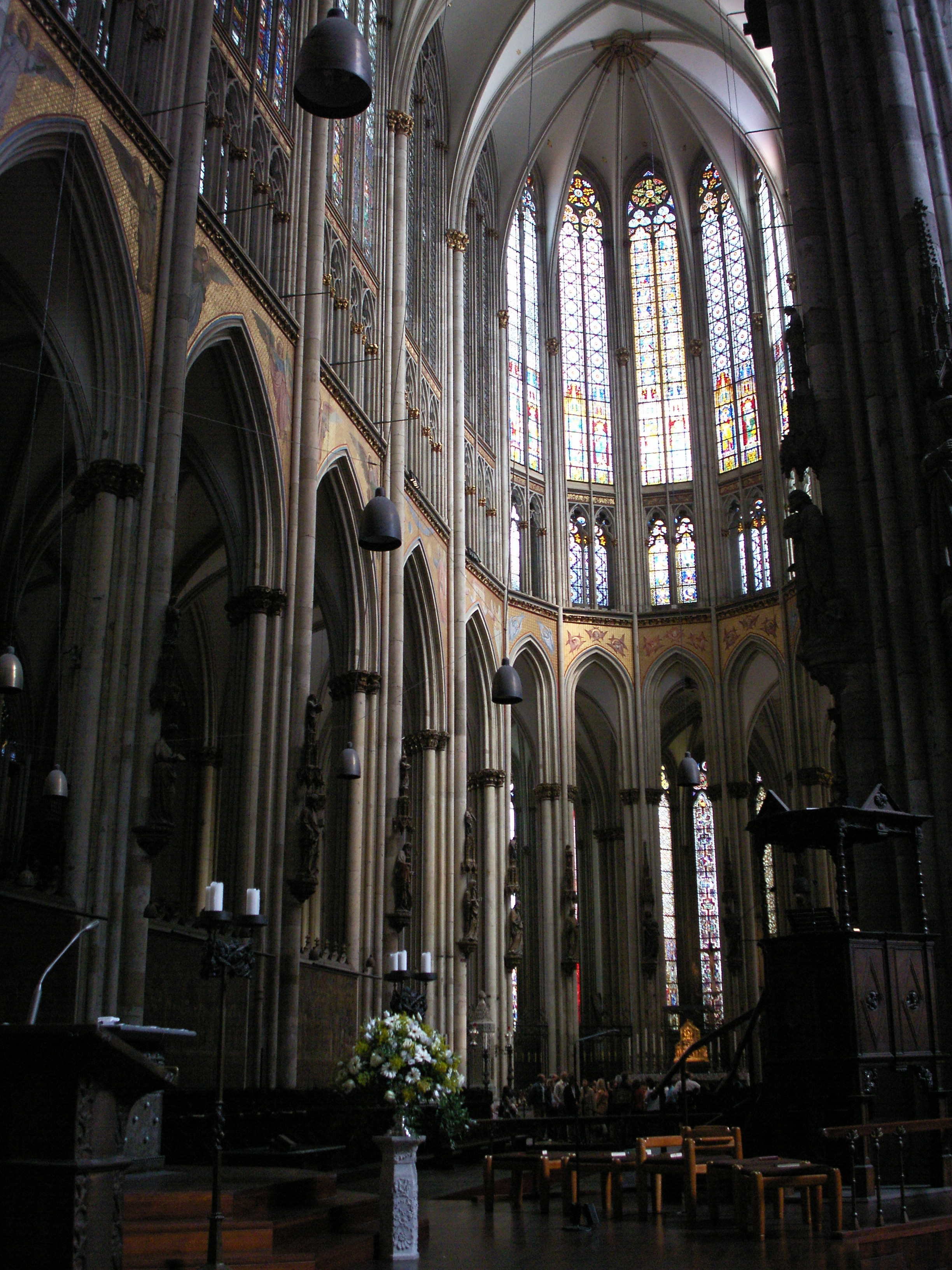
Der Hochchor des Domes mit der heutigen Kanzel

In Deutschland ist im Bereich der katholischen Kirche das Amt des Dompredigers einzig noch in den Statuten des Kölner Metropolitankapitels vorgesehen. Den Domprediger beruft heute das Domkapitel im Einvernehmen mit dem Erzbischof. Seine Aufgabe ist die Zelebration und Predigt in der heiligen Messe um 12 Uhr an allen Sonn- und Feiertagen. Er setzt damit eine lange, noch nicht zusammenfassend untersuchte Tradition fort. Diese findet ihren Ausdruck auch im Ort der Predigt, der Renaissance-Kanzel von 1544, von der schon der heilige Petrus Canisius (1521–1597) gepredigt haben mag.
Um die Wende zum 20. Jahrhundert fanden die Kölner Dompredigten in der Minoritenkirche statt. 1896 war den Franziskanern vom Erzbischof und dem Domkapitel die Dompredigt übertragen worden, was von der Sächsischen Franziskanerprovinz als Auszeichnung und Anerkennung ihres Wirkens im Erzbistum Köln aufgenommen wurde.
Am Kölner Dom waren u. a. als Domprediger tätig:
| Name                                                                                  | von            | bis   |  |
| ------------------------------------------------------------------------------------- | -------------- | ----- |  |
| Nikolaus Ferber OFM (ca. 1480 – 15. April 1535)                                       |                | 1529? |  |
| Antonius Broickwy OFM (ca. 1470 – 11. Dezember 1541)                                  |                |       |  |
| Johannes Heller (Corbachius) OFM                                                      | 1522           | 1527  |  |
|                                                                                       |                |       |  |
| Johannes Rethius SJ (* 1531 in Köln, † 1574 in Köln)                                  | Pfingsten 1562 | ?     |  |
|                                                                                       |                |       |  |
| Hermann Joseph Hartzheim SJ (11. Januar 1694 – 17. Januar 1767)                       |                | 1767  |  |
| Peter Anth (30. Juli 1745 – 1. März 1810)                                             | 1774           | 1788  |  |
|                                                                                       |                |       |  |
| Bernhard Rive SJ                                                                      | um 1870        |       |  |
|                                                                                       |                |       |  |
| Barnabas Lewe OFM                                                                     | 1896           | 1897  |  |
| Honoratus Strauch OFM                                                                 | 1897           | ?     |  |
| mehrere Franziskaner                                                                  | ?              | 1906  |  |
| Facundus Blumenkemper OFM                                                             | 1906           | 1915  |  |
| Dionysius Ortsiefer OFM (18. November 1874 – 19. Januar 1946)                         | 1913           | 1942  |  |
| Wunibald Maria Brachthäuser OP (16. März 1910 – 16. Februar 1999)                     | 1942           | 1950  |  |
| Urban Plotzke OP (13. April 1907 – 20. November 1983)                                 | 1950           | 1983  |  |
| Rudolf Stertenbrink OP (26. Mai 1937 – 8. November 2017)                              | 1984           | 1990  |  |
| Gottfried Weber (28. September 1936 – 7. Dezember 2003)                               | 1992           | 2003  |  |
| Augustinus Heinrich Henckel von Donnersmarck OPraem (29. Juni 1935 – 19. August 2005) | 2004           | 2005  |  |
| Günter Assenmacher (* 3. März 1952)                                                   | 2005           |       |  |